# 油田

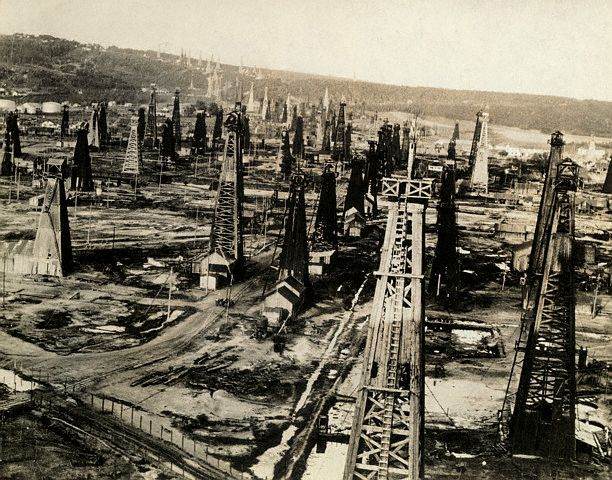
ルーマニアのモレニ油田（1920年代）

油田（ゆでん、英: oil field）とは、地下に採掘可能な石油を埋蔵している地域のことである。石油を含む地層は油層と呼ばれ広範囲に分布することが多いため、陸上あるいは海上に設置した複数の油井により石油を採取する。地球全体では、陸上・海上を問わず4万か所を超える油田が点在している。
世界最大の油田は、サウジアラビアのガワール油田とクウェートのブルガン油田で、ともに埋蔵推定量600億バーレル以上である。
油田の位置とその埋蔵量は、近代以降、各国間で紛争の一因となっている。

## 油田の設備
油田の設備としては、原油やガスを採取する油井、採取した油を輸送するパイプラインなどの設備がある。
油田は、既存の都市などから離れた地域や海上にあることも多いため、採掘作業を行うにあたっては、作業員に対する生活・資材の補給をすることが重要となる。採掘施設には水・電気を始め居住設備を整備する必要があるため、一つの集落の様相を示す。
会社には採掘施設全体の建設・管理を担当する部門がある。

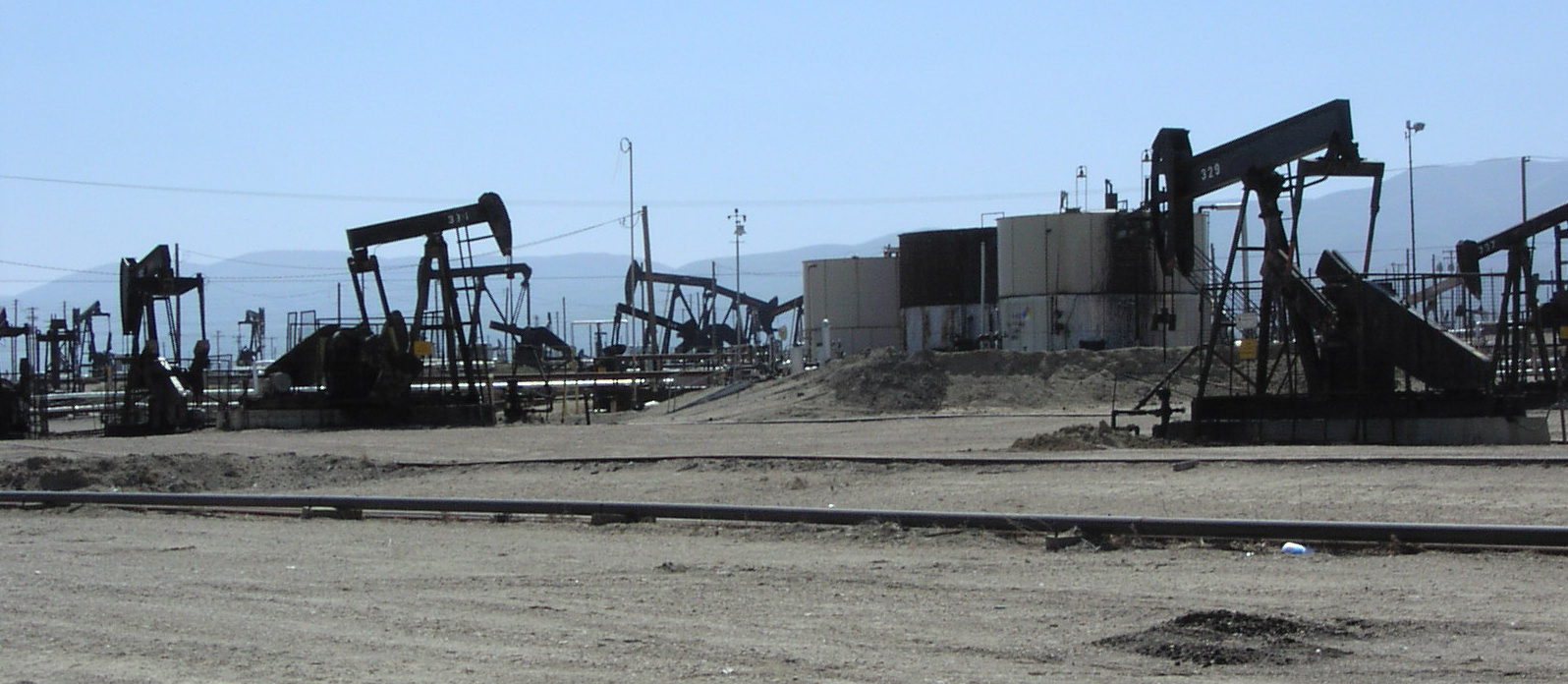
林立する米国の油井ポンプ

## 油田開発

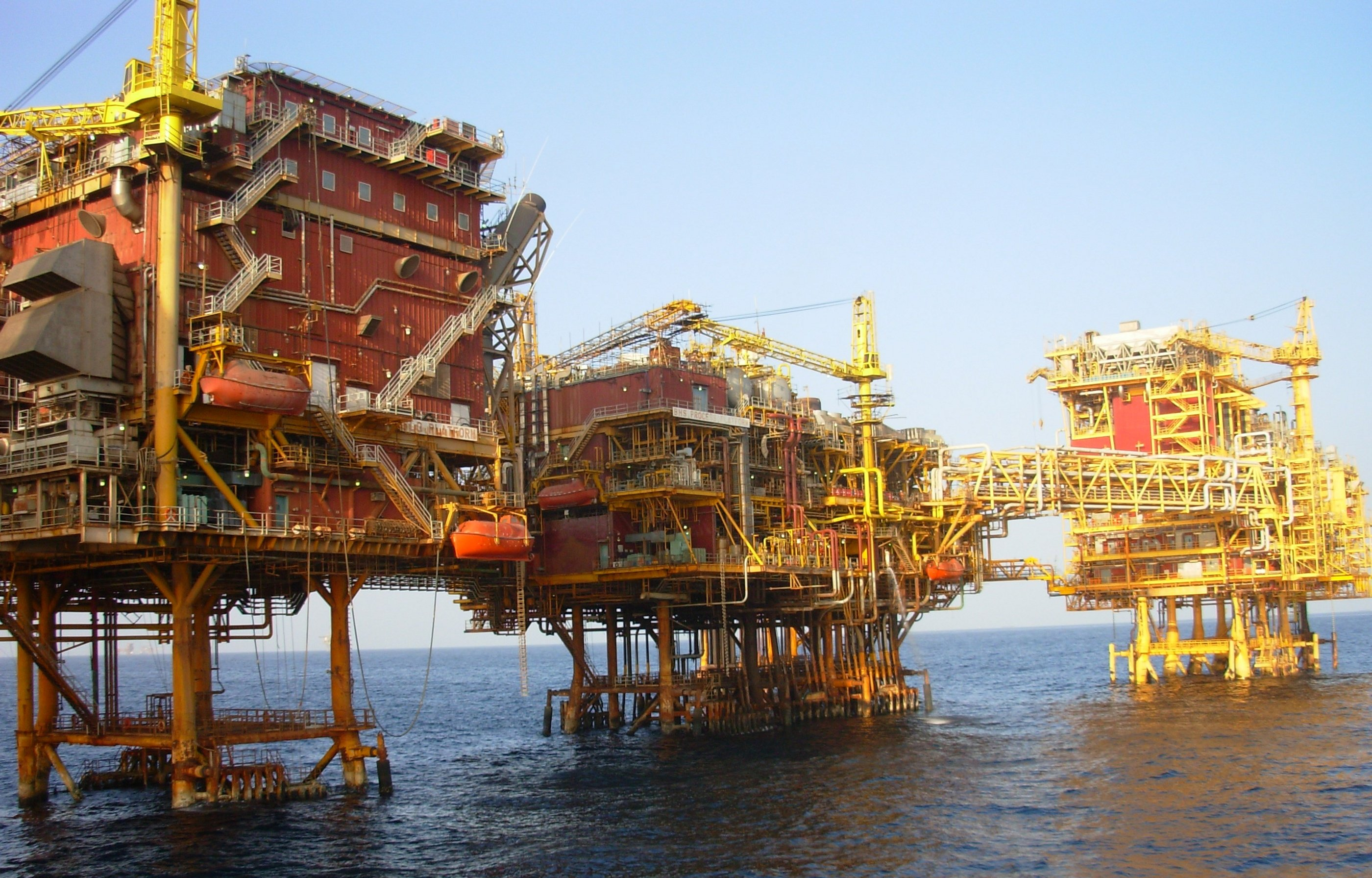
インドの洋上油田

ボーリングによって地下の構造を調査する。油田は背斜構造になっている所に油層が出来る。多孔質の岩石に原油が存在する。
音響や人工地震による振動の伝播を捕らえることで調査する。地震波トモグラフィーも使用される。
現在では海洋油田開発が増えつつある。

## 油田火災

試掘中に炎上したBPの掘削装置（2010年メキシコ湾原油流出事故）

油田における火災は大きな損害をもたらす。戦争や掘削中の天然ガス突出事故、人為的ミスや施設の老朽化に伴い発生し、周囲の採掘機能まで麻痺させる上、深刻な環境破壊を招くこともある。
消火にあたっては、キャッピングといって油田にクレーンでフタをする方法や、リリーフウェル（救助井）を新たに掘削して水や薬剤を大量注入する方法や火薬等を爆発させて爆風や酸欠環境を利用する手段が採られる。
湾岸戦争やイラク戦争では油田が爆破・放火され炎上したため、二酸化炭素などのガスを吹き込んで消火した。

## 主な油田

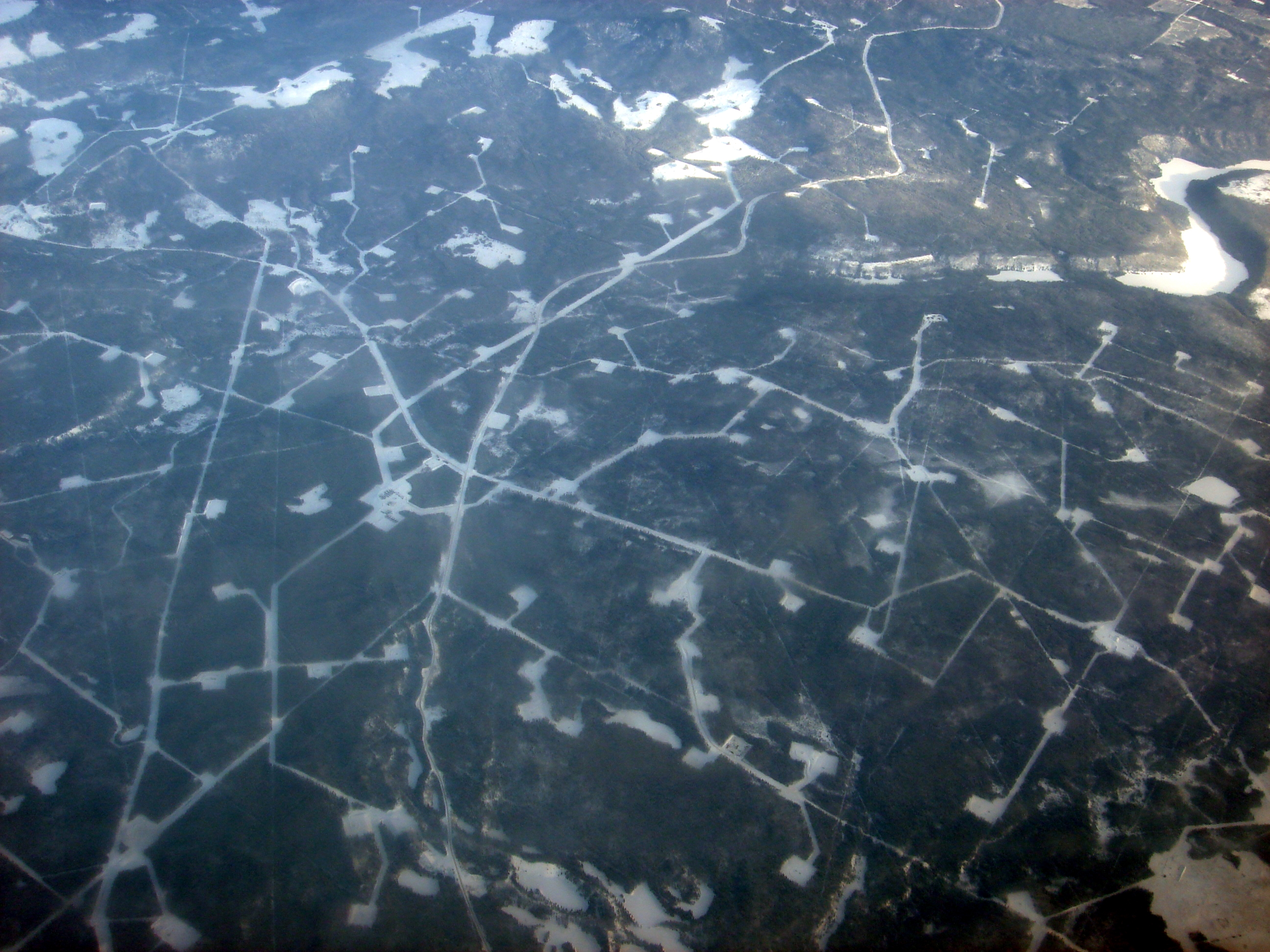
カナダ・アルバータ州のペンビナ油田の空中写真